# Shimanto (Kōchi)
Pour les articles homonymes, voir Shimanto (homonymie).
Shimanto (四万十町, Shimanto-chō) est une municipalité du district de Takaoka ayant le statut de bourg (町, chō) dans la préfecture de Kōchi, au Japon.
En 2006, le bourg de Shimanto est formé par la fusion des bourgs de Kubokawa et Taishō (district de Takaoka) et du village Towa (district de Hata). Au recensement du 1er février 2015, la population était de 17 345 personnes pour une superficie de 642,30 km2 soit une densité de population de 27 habitants/km2. Le bourg est voisin de la ville du même nom, Shimanto.

Localisation de Shimanto dans la préfecture de Kōchi.